# Soweto Open 2010
Soweto Open 2010 — 2-й розыгрыш ежегодного профессионального международного теннисного турнир, проводимый ITF в рамках своего женского тура и ATP в рамках своего тура Challenger в южноафриканском городе Йоханнесбург. Соревнования впервые прошли на одной неделе и у мужчин и у женщин — с 12 по 18 апреля.
Чемпионы прошлого года:
- мужской одиночный разряд:  Фабрис Санторо
- женский одиночный разряд:  Анастасия Севастова
- мужской парный разряд:  Крис Гуччоне /  Жорж Бастль
- женский парный разряд:  Наоми Кавадей /  Леся Цуренко

## Соревнования

### Одиночные турниры

#### Мужчины
Дастин Браун обыграл  Айзака ван дер Мерве со счётом 7-6(2), 6-3.

#### Женщины
Нина Братчикова обыграла  Тамарин Танасугарн со счётом 7-5, 7-6(4).
- Братчикова выигрывает свой 1й в году и 7й за карьеру титул на соревнованиях женского тура федерации.

### Парные турниры

#### Мужчины
Николя Маю /  Ловро Зовко обыграли  Равена Класена /  Айзака ван дер Мерве со счётом 6-2, 6-2.

#### Женщины
Виталия Дьяченко /  Эйрини Георгату обыграли  Марину Эракович /  Тамарин Танасугарн со счётом 6-3, 5-7, [16-4].